# Saletara panda
Saletara panda är en fjärilsart som först beskrevs av Jean Baptiste Godart 1819.  Saletara panda ingår i släktet Saletara och familjen vitfjärilar. Inga underarter finns listade.